# Solonópole
Solonópole este un oraș în statul Ceará (CE) din Brazilia.